# 石川慧亮
石川 慧亮（いしかわ けいすけ、2002年5月1日 - ）は、東京都板橋区出身の元プロ野球選手（外野手）。右投右打。現在は、マルハン北日本カンパニー硬式野球部に所属している。
兄は中日ドラゴンズ投手の石川翔。

## 経歴

### プロ入り前
板橋区立北野小学校1年時に梶山レッドスターズで野球を始め、板橋区立赤塚第一中学校時代は志村ボーイズに所属し、主に投手兼中堅手としてプレーした。
高校は兄である翔と同じ青藍泰斗高等学校へ進学。1年時の春からベンチ入りし、2年時秋の栃木県大会では優勝を経験。3年時8月に開催されたプロ志望高校生合同練習会では、木製バットを使用し、フリー打撃で2本の柵越えを記録した。
2020年のNPBドラフトでは指名漏れを経験するも、早期のNPB入りを目指すためBCリーグのトライアウトを受け栃木ゴールデンブレーブスの特別合格選手となり、練習生として仮契約を結んだ。翌年3月22日には、選手契約を結んだ。

### BCリーグ・栃木時代
2021年は、左膝靱帯損傷で2か月間離脱しながらも、公式戦34試合に出場し打率.311・3本塁打・24打点を記録した。
2022年は9本塁打を記録し、地区最多本塁打のタイトルを獲得した。秋には日本独立リーグ野球機構選抜メンバーとしてみやざきフェニックス・リーグに参加。10月16日の対中日ドラゴンズ戦では同球団二軍監督・片岡篤史の計らいで、育成選手として所属する兄・翔との対戦が実現。初球で遊直に打ち取られた。
2023年1月16日、背番号が前年までの33番から3番に変更されることが発表された。この年は公式戦62試合に出場、打率.308・7本塁打・54打点を記録し、6月の月間MVPを受賞。地区最多打点のタイトルを獲得し、リーグのベストナイン（三塁手部門）にも選出された。
2024年は公式戦54試合に出場、打率.337、11本塁打（リーグ4位）、51打点を記録し、5月の月間MVPを受賞。リーグ最多打点のタイトルを獲得し、リーグのベストナイン（外野手部門）にも選出された。10月24日に行われた本年のドラフト会議でも指名はなく、10月26日に球団から任意引退が発表され退団した。

### 栃木退団後
2025年2月、この年から本格的に始動する社会人野球のチーム、マルハン北日本カンパニー硬式野球部に入部したことが明らかになった。

## 選手としての特徴・人物
高校通算22本塁打を放った右の強打者で、自身も「思い切りの良さと、スイングスピードの速さが自分の持ち味」と自らを評している。
幼少期から生き物が好きで、栃木入団後は一人暮らしの寂しさもあり、熱帯魚を飼っている。

## 詳細情報

### 独立リーグでの打撃成績
| 年 度     | 球 団     | 試 合 | 打 席 | 打 数 | 得 点 | 安 打 | 二 塁 打 | 三 塁 打 | 本 塁 打 | 塁 打 | 打 点 | 盗 塁 | 盗 塁 死 | 犠 打 | 犠 飛 | 四 球 | 敬 遠 | 死 球 | 三 振 | 併 殺 打 | 打 率 | 出 塁 率 | 長 打 率 | O P S |
| --------- | --------- | ----- | ----- | ----- | ----- | ----- | -------- | -------- | -------- | ----- | ----- | ----- | -------- | ----- | ----- | ----- | ----- | ----- | ----- | -------- | ----- | -------- | -------- | ----- |
| 2021      | 栃木      | 34    | 150   | 135   | 18    | 42    | 5        | 1        | 3        | 58    | 24    | 3     | 1        | 0     | 2     | 10    | -     | 3     | 18    | 8        | .311  | .367     | .430     | .797  |
| 2022      | 栃木      | 62    | 269   | 235   | 43    | 66    | 9        | 0        | 9        | 102   | 41    | 5     | 3        | 0     | 2     | 26    | -     | 6     | 27    | 7        | .281  | .364     | .434     | .798  |
| 2023      | 栃木      | 62    | 276   | 240   | 38    | 74    | 13       | 1        | 7        | 110   | 54    | 6     | 0        | 0     | 3     | 24    | -     | 9     | 29    | 4        | .308  | .388     | .458     | .846  |
| 2024      | 栃木      | 54    | 223   | 196   | 31    | 66    | 16       | 3        | 11       | 121   | 51    | 2     | 3        | 0     | 1     | 21    | -     | 5     | 16    | 3        | .337  | .413     | .617     | 1.030 |
| 通算：4年 | 通算：4年 | 212   | 918   | 806   | 130   | 248   | 43       | 5        | 30       | 391   | 170   | 16    | 7        | 0     | 8     | 81    | -     | 23    | 90    | 22       | .308  | .383     | .485     | .869  |

- 2024年度シーズン終了時
- 各年度の太字はリーグ最高

### 独立リーグでのタイトル・表彰
タイトル
- 最多本塁打（南地区）：1回（2022年）
- 最多打点（南地区）：1回（2023年）
- 最多打点（リーグ）：1回（2024年）

表彰
- 月刊MVP：2回（2023年6月・南地区野手部門[8]、2024年5月・野手部門[11]）
- ベストナイン：2回（三塁手部門：2023年[10]、外野手部門：2024年）

### 背番号
- 33（2021年 - 2022年）
- 3（2023年 - 2024年）